# Ducula mullerii
Ducula mullerii là một loài chim trong họ Columbidae.

## Hình ảnh

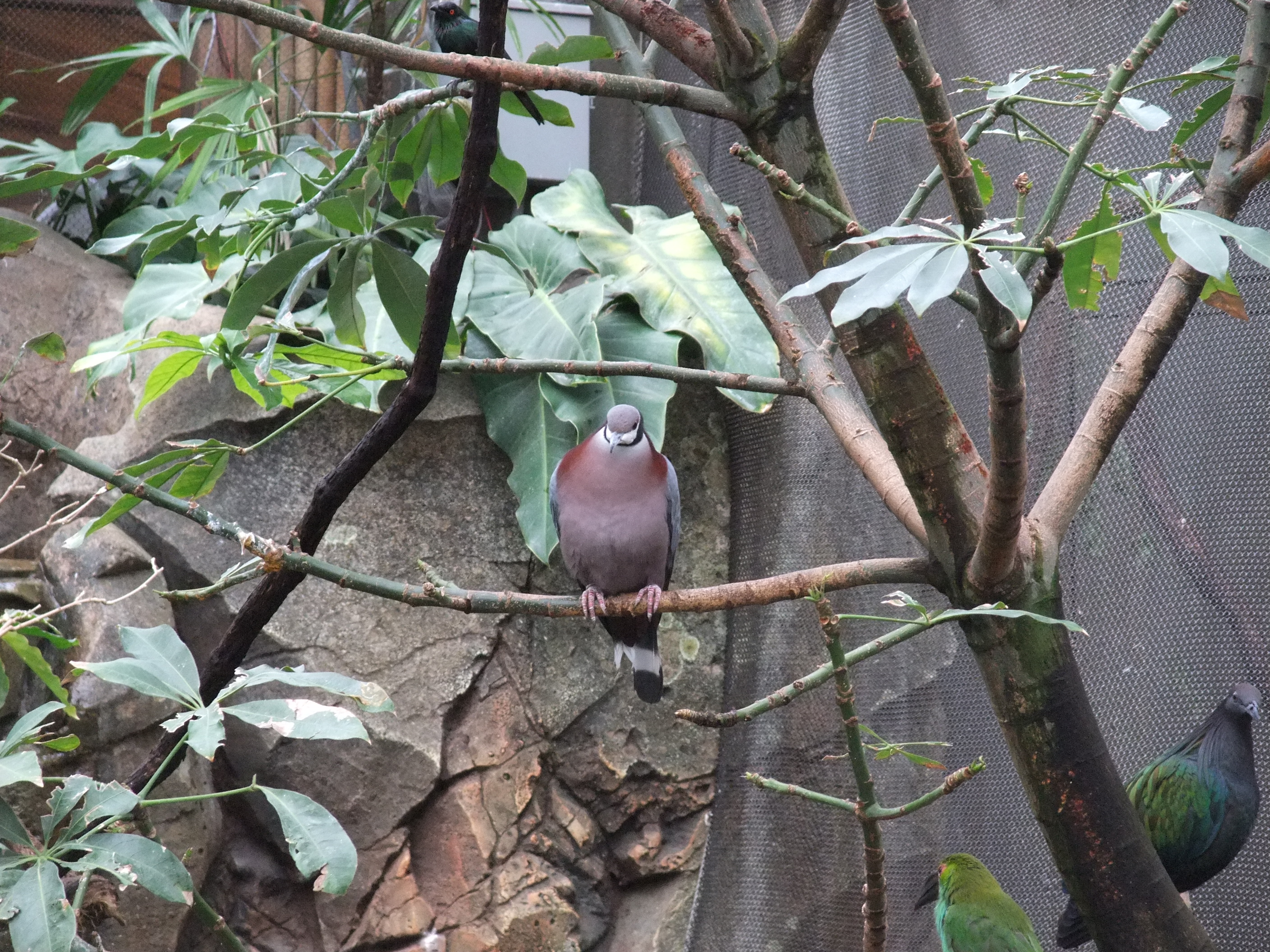
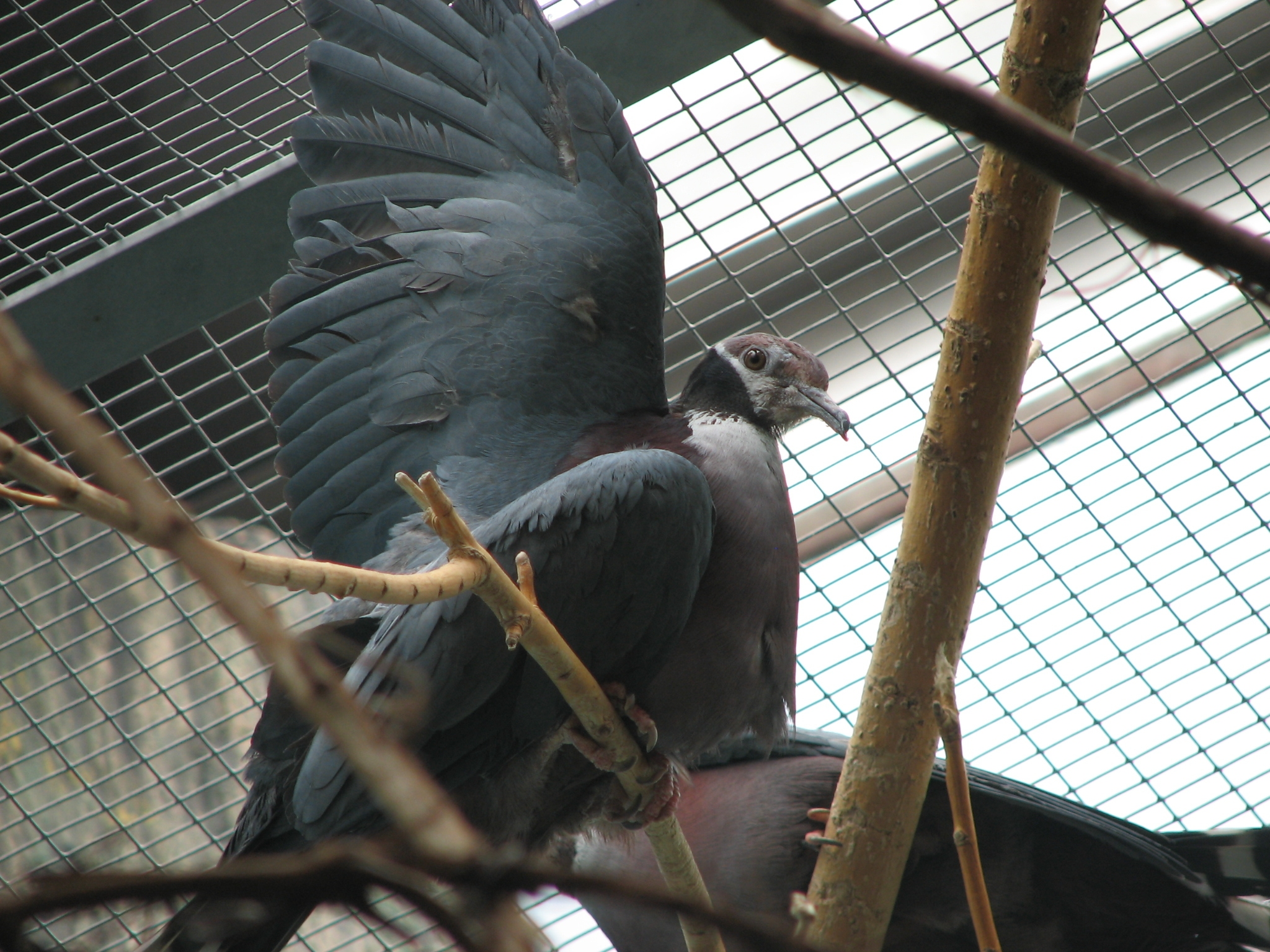
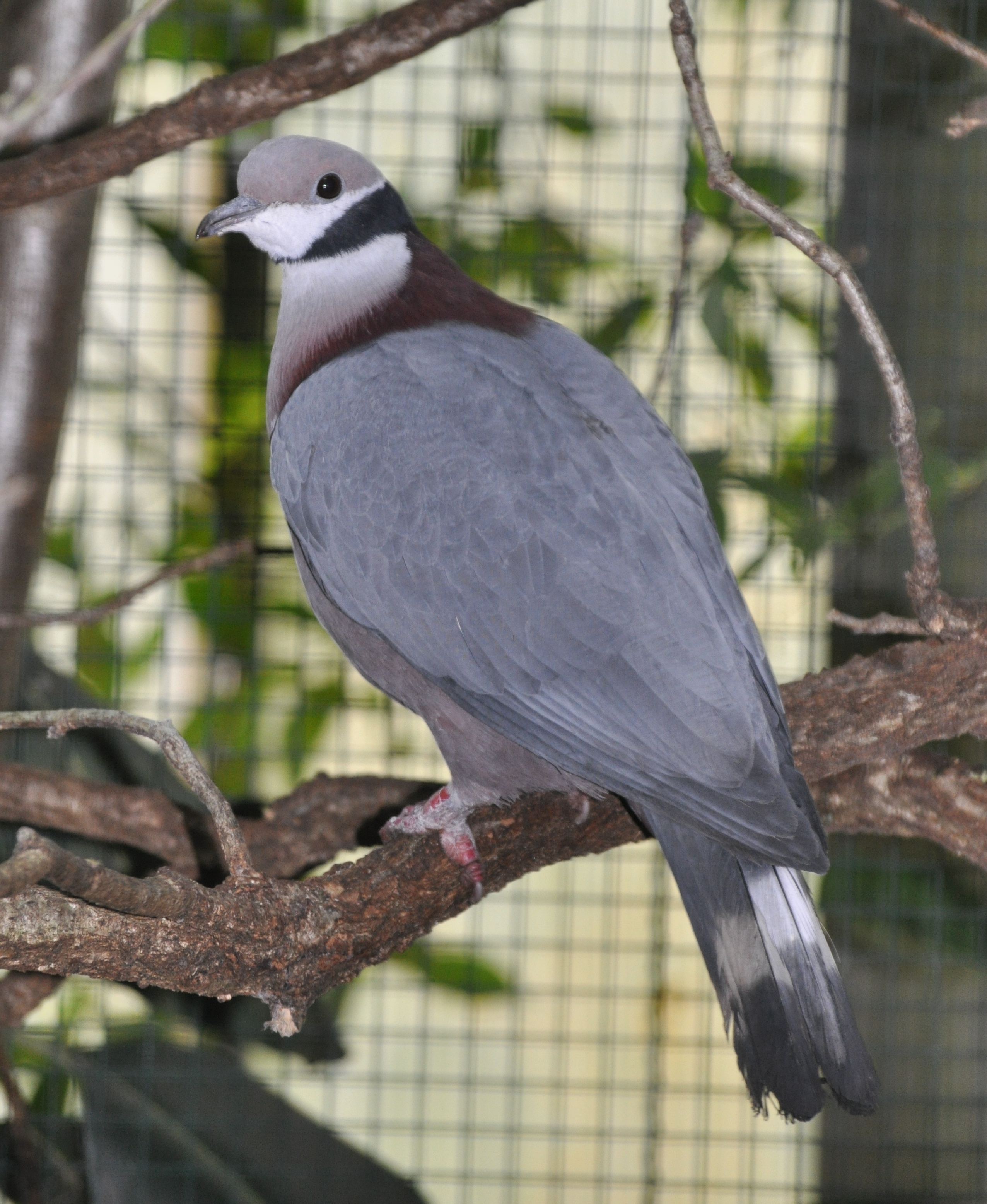
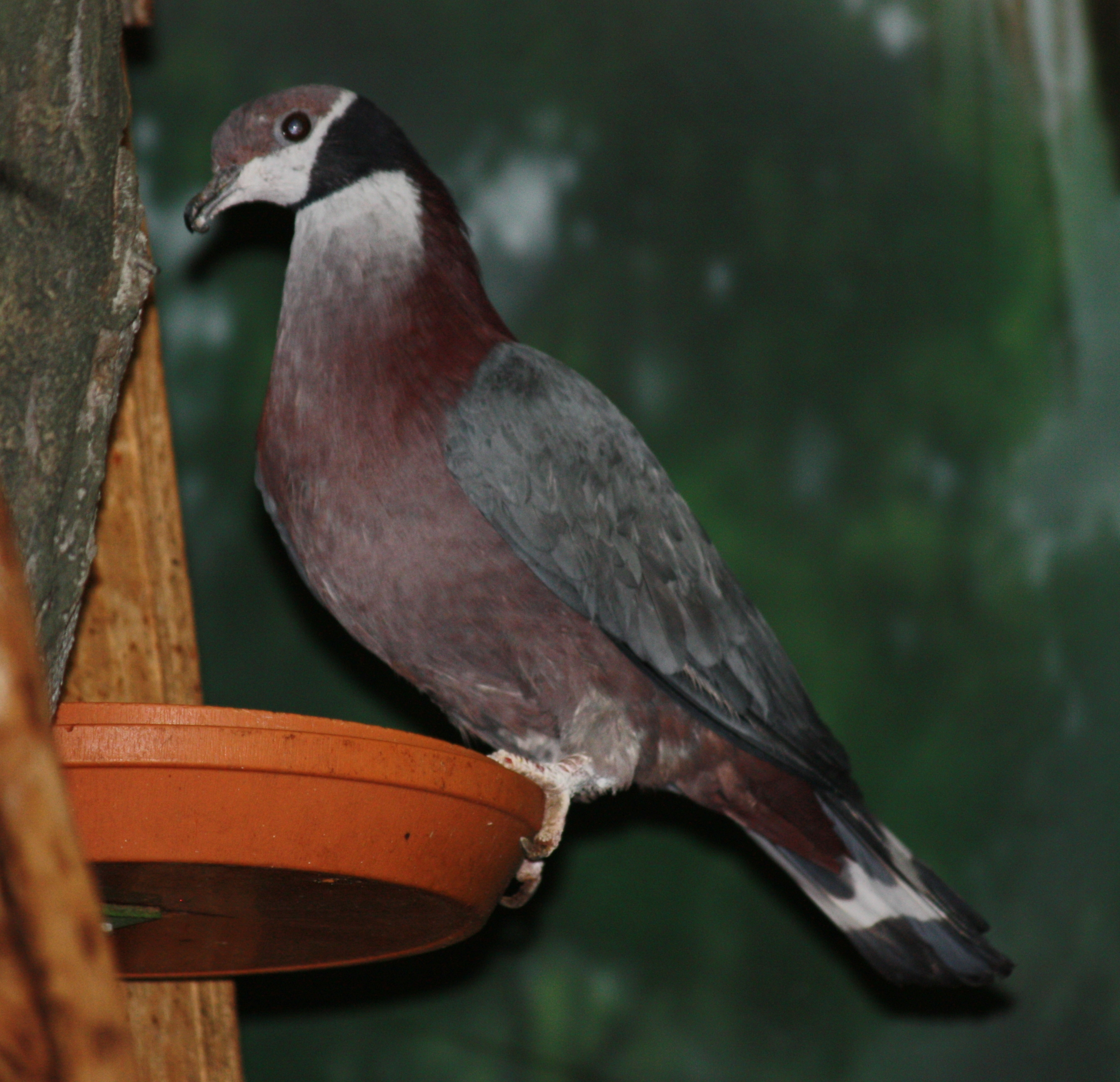